# Aleksandr Pokryszkin
Aleksandr Iwanowicz Pokryszkin (ros. Александр Иванович Покрышкин; ur. 21 lutego?/6 marca 1913 w Nowonikołajewsku, zm. 13 listopada 1985 w Moskwie) – radziecki dowódca wojskowy, lotnik, as myśliwski II wojny światowej, marszałek lotnictwa (1973), zastępca dowódcy Wojsk Obrony Powietrznej Kraju (1968–1971), deputowany do Rady Najwyższej ZSRR 2., 3., 4., 5., 6., 7., 8., 9. i 10. kadencji, członek Prezydium Rady Najwyższej ZSRR (1979–1984), pierwszy trzykrotny Bohater Związku Radzieckiego (1943, 1943, 1944).

## Życiorys

### Dzieciństwo i młodość
Z pochodzenia Rosjanin, urodził się 6 marca 1913 (data starego stylu) w Nowonikołajewsku w rodzinie robotniczej. W 1928 ukończył 7 klas szkoły, po czym pracował jako dekarz, następnie ukończył przyzakładową szkołę ślusarską i pracował jako ślusarz. W 1932 wstąpił do służby wojskowej w Armii Czerwonej. Starał się zostać pilotem, lecz skierowany został jedynie do szkoły techników lotniczych w Permie, którą ukończył w 1933. W 1934 ukończył kurs leningradzkiej teoretycznej szkoły lotniczej. Służył jako technik lotniczy w plutonie zwiadu lotniczego 74 Dywizji Strzelców w Krasnodarze. Ukończył w tym czasie kurs pilotażu w krasnodarskim aeroklubie (pierwszy lot 3 września 1938). Po licznych raportach z jego strony, został skierowany do 1 Kaczyńskiej Szkoły Pilotów Wojskowych im. A. F. Miasnikowa, którą ukończył z wyróżnieniem w 1939.

### II wojna światowa
Po ukończeniu szkoły, służył w 55 pułku myśliwskim (55. IAP) 20 Mieszanej Dywizji Lotniczej Odeskiego Okręgu Wojskowego, latającym na myśliwcach I-16. W 1941, w stopniu starszego porucznika został zastępcą dowódcy eskadry. W chwili ataku Niemiec na ZSRR walczył z pułkiem w Besarabii, na świeżo otrzymanych nowoczesnych myśliwcach MiG-3. Pierwszym zestrzelonym przez niego samolotem, w pierwszym locie bojowym, był jednak omyłkowo radziecki bombowiec Su-2 z 211 pułku bombowego (spowodowane to było tajemnicą otaczająca nowy radziecki sprzęt, z którym nie zaznajamiano pilotów). 23 czerwca 1941 zestrzelił pierwszy niemiecki myśliwiec Messerschmitt Bf 109, przy czym jego samolot został uszkodzony w walce z innymi. Przez krótki okres pełnił obowiązki zabitego dowódcy eskadry. W jednym z kolejnych lotów zestrzelił dwa samoloty rozpoznawcze Henschel Hs 126. Zestrzelił lub uszkodził podczas kolejnych walk kilka dalszych samolotów, lecz dokumenty pułkowe z tego okresu uległy zniszczeniu. 14 lipca 1941 został zestrzelony przez artylerię przeciwlotniczą podczas lotu rozpoznawczego, lecz po trzydniowej wędrówce przez lasy i wsie mołdawskie za linią frontu, zdołał wrócić do pułku.
Pułk Pokryszkina został następnie przeniesiony w okolice Mikołajowa na Ukrainie. Został on tam ponownie zestrzelony koło Oriechowa przez myśliwce niemieckie i przy awaryjnym lądowaniu ranny w oko. Usiłował mimo to wyewakuować uszkodzony samolot ze strefy przyfrontowej, holując go ciężarówką, lecz po kilku dniach był zmuszony do porzucenia go. Zdołał przedrzeć się z okrążenia niemieckiego i po kilku dniach powrócił do jednostki. Jesienią 1941 na krótko skierowany na tyły, do szkolnictwa. Powrócił do pułku w październiku 1941, walcząc w rejonie Rostowa, a następnie Charkowa. Jego pułk został wówczas przezbrojony na myśliwce Jak-1. Był jednym z pilotów oblatujących zdobyczny niemiecki myśliwiec Bf 109. 55. pułk został w tym okresie przemianowany w uznaniu zasług na 16 Gwardyjski pułk myśliwski (16. GIAP).
Na początku 1942 pułk został przeniesiony na tyły, na Zakaukazie, w rejon Baku. Na skutek incydentu z udziałem wyższych oficerów, Pokryszkin został zdjęty z dowództwa eskadry pułku i usunięty z partii komunistycznej (do której został przyjęty w 1942) i groził mu sąd wojenny, jednak przywrócono go do partii i dowództwa eskadry. Pułk został w tym czasie przezbrojony na amerykańskie myśliwce Bell P-39 Airacobra, które Pokryszkin z innymi pilotami przyprowadził z miejsca dostawy w Iranie.
Ponownie na front skierowany wiosną 1943, odznaczył się zwłaszcza w walkach nad Kubaniem (pułk działał w składzie 216 Mieszanej Dywizji 4 Armii Powietrznej Frontu Północno-Kaukaskiego). 12 kwietnia zestrzelił w jednej walce, na oczach dowództwa 4 myśliwce Bf 109, a następnie tego dnia trzy dalsze.
24 maja 1943 nadano mu tytuł Bohatera Związku Radzieckiego (medal nr 993) za odbycie do tej pory 354 lotów bojowych i zestrzelenie 13 samolotów indywidualnie i 6 zespołowo w 54 walkach. Pokryszkin walczył później nad Morzem Czarnym (m.in. Półwysep Tamański i „Mała Ziemia” koło Noworosyjska) i nad Dnieprem.
Po raz drugi nadano mu tytuł Bohatera Związku Radzieckiego 24 sierpnia 1943 za odbycie 455 lotów bojowych i zestrzelenie 30 samolotów indywidualnie (medal nr 10). Był wówczas dowódcą 16. GIAP, działającego w składzie 9 Gwardyjskiej Dywizji Myśliwskiej (9. GIAD) 4 Armii Powietrznej Frontu Północno-Kaukaskiego, w stopniu majora gwardii.
W maju 1944, w stopniu podpułkownika gwardii, objął dowództwo 9 Gwardyjskiej Dywizji Myśliwskiej, która walczyła wówczas w Rumunii. Walczył m.in. nad Prutem i Jassami (w podobnym rejonie, co w 1941) oraz w operacji lwowsko-sandomierskiej (w tym na przyczółku sandomierskim, po których walkach 9 Gwardyjska Dywizja Myśliwska otrzymała nazwę Mariupolska-Sandomierska. 19 sierpnia 1944 nadano Pokryszkinowi, jako pierwszemu, trzeci tytuł Bohatera Związku Radzieckiego. W czasie walk nad przyczółkiem baranowsko-sandomierskim zestrzelił 57 samolot niemiecki.
Do końca wojny walczył nad Polską oraz brał udział w operacji berlińskiej. W maju 1945 walczył nad Czechosłowacją – ostatni lot bojowy odbył 9 maja nad Pragą. Podczas wojny odbył ponad 650 lotów bojowych i zestrzelił 59 samolotów indywidualnie (według nieoficjalnych danych, 75) i 6 zespołowo, w 156 walkach.

### Okres powojenny
Po wojnie służył w dalszym ciągu w radzieckim lotnictwie, na stanowiskach dowódczych. W 1948 ukończył Akademię Wojskową im. Michaiła Frunzego, a w 1957 akademię Sztabu Generalnego. W latach 1968–1971 był zastępcą dowódcy Wojsk Obrony Powietrznej Kraju (PWO Strany). W 1969 obronił pracę naukową doktora nauk wojskowych. W 1972 nadano mu stopień marszałka lotnictwa. W latach 1972–1981 kierował aeroklubem DOSAAF. Deputowany do Rady Najwyższej ZSRR od 2. do 10. kadencji, a w latach 1979–1984 członek Prezydium Rady Najwyższej ZSRR.
Zmarł 13 listopada 1985 i został pochowany na Cmentarzu Nowodziewiczym w Moskwie.
W 2000 jego imieniem nazwano stację metra w Nowosybirsku.

## Książki

### Wydania oryginalne (rosyjskie)
- Skrzydła myśliwca (Крылья истребителя),
- Twój zaszczytny obowiązek (Твоя почётная обязанность),
- Niebo wojny (Небо войны),
- Poznać siebie w walce (Познать себя в бою).

### Wydania polskie
- Atakuję! (tłumacz. Janusz Ledwoch), Wyd. MON, Warszawa 1959,
- Myśliwiec – z notatnika pilota (tłumacz. J. Przymanowski, A. Windholz), Wyd. „Prasa Wojskowa”, Warszawa 1949,
- Niebo wojny. tłumacz. Kazimierz Cis. Warszawa: MON, 1968. Brak numerów stron w książce

## Odznaczenia i wyróżnienia
- Medal „Złota Gwiazda” Bohatera Związku Radzieckiego – trzykrotnie (24 maja 1943[6], 24 sierpnia 1943, 19 sierpnia 1944)
- Order Lenina – sześciokrotnie (1941, 1943, 1963, 1967, 1978, 1983)
- Order Rewolucji Październikowej (1973)
- Order Czerwonego Sztandaru – czterokrotnie (1943, 1943, 1943, 1953)
- Order Suworowa II klasy – dwukrotnie (1945, 1945)
- Order Wojny Ojczyźnianej I klasy (1985)
- Order Czerwonej Gwiazdy – dwukrotnie (1947, 1955)
- Order „Za służbę Ojczyźnie w Siłach Zbrojnych ZSRR” III stopnia (1975)
- Medal „Za zasługi bojowe” (1944)
- Medal „Za obronę Kaukazu” (1944)
- Medal „Za zdobycie Berlina” (1945)
- Medal „Za wyzwolenie Pragi” (1945)
- Medal jubileuszowy „W upamiętnieniu 100-lecia urodzin Władimira Iljicza Lenina” (1970)
- Medal „Za zwycięstwo nad Niemcami w Wielkiej Wojnie Ojczyźnianej 1941–1945” (1945)
- Medal jubileuszowy „Dwudziestolecia zwycięstwa w Wielkiej Wojnie Ojczyźnianej 1941–1945” (1965)
- Medal jubileuszowy „Trzydziestolecia zwycięstwa w Wielkiej Wojnie Ojczyźnianej 1941–1945” (1975)
- Medal jubileuszowy „Czterdziestolecia zwycięstwa w Wielkiej Wojnie Ojczyźnianej 1941–1945” (1985)
- Medal jubileuszowy „30 lat Armii Radzieckiej i Floty” (1948)
- Medal jubileuszowy „40 lat Sił Zbrojnych ZSRR” (1958)
- Medal jubileuszowy „50 lat Sił Zbrojnych ZSRR” (1968)
- Medal jubileuszowy „60 lat Sił Zbrojnych ZSRR” (1978)
- Medal „Weteran Sił Zbrojnych ZSRR”
- Medal „Za umacnianie braterstwa broni” (1980)
- Medal „W upamiętnieniu 800-lecia Moskwy” (1951)
- Medal „W upamiętnieniu 1500-lecia Kijowa” (1984)
- Order Suche Batora (Mongolia)
- Order Czerwonego Sztandaru (Mongolia)
- Order Karla Marksa (NRD)
- Krzyż Srebrny Orderu Wojennego Virtuti Militari (Polska)
- Krzyż Kawalerski Orderu Odrodzenia Polski
- Order Tudora Vladimirescu II klasy (Rumunia)
- Order Tudora Vladimirescu III klasy (Rumunia)
- Medal Sił Lądowych za Wybitną Służbę (1943, USA)
- Tytuł Honorowego Obywatela Nowosybirska
- Tytuł Honorowego Obywatela Mariupola
- I inne